# Karla Heinrichová
Karla Heinrichová, také Karolína Kateřina Heinrichová, rozená Kozlíková (30. říjen 1858 Praha, 22. října 1943 Praha) byla česká vlastenka, publicistka a feministka, přítelkyně Julia Zeyera, pod jehož vlivem a na jeho doporučení začala publikovat. V Příbrami ve svém domě v Pražské ulici čp. 280 vedla společenský, tzv. Heinrichovský salón.

## Život
Narodila se v rodině pražského podkováře Jana Kozlíka a jeho manželky Kláry Marie, rozené Voitelové. v Praze na Starém Městě v domě čp.73/I v Křižovnické ulici.
Byla absolventkou dívčího studia, členkou a podporovatelkou Ženského výrobního spolku českého v Praze. Provdala se za městského lékaře a fyzika, MUDr. Bedřicha Heinricha (1848-1926) v Příbrami. Jejím příbuzným byl básník Julius Zeyer (Zeyerova matka byla její teta), který stejně jako Josef Václav Sládek nebo Jaroslav Vrchlický, býval hostem jejího salónu. Vzájemnou korespondenci Heinrichové s Juliem Zeyerem vydal knižně Jan Voborník roku 1924 pod názvem „Dopisy Julia Zeyera Karle Heinrichové“. Psala údajně pod pseudonymem pro časopis Květy.
Je pohřbena v Příbrami na hřbitově na Panské louce (V. oddíl).

## Dementi
V publikaci Jaroslava Kunce „Kdy zemřeli…?“ (1970) je chybně uvedeno, že napsala povídku Provisorní život v časopise Květy pod pseudonymem J. Věžník. jde o povídku Růženy Jesenské. Týž omyl převzaly další publikace, například Slovník pseudonymů v české a slovenské literatuře z roku 1973  a dokonce i databáze národních autorit Národní knihovny ČR.